# Tomáš Hrubý
Tomáš Hrubý, né le 7 juin 1982 à Vrchlabí, est un coureur cycliste tchèque.